# Numenoides
Numenoides is een geslacht van vlinders van de familie spinneruilen (Erebidae), uit de onderfamilie Lymantriinae.

## Soorten
- N. antsingyensis Griveaud, 1977
- N. grandis Butler, 1879
- N. occidentalis Griveaud, 1977